# Kacamarga
Kacamarga is een bestuurslaag in het regentschap Tanggamus van de provincie Lampung, Indonesië. Kacamarga telt 2516 inwoners (volkstelling 2010).